# 大邱地下鉄放火事件
大邱地下鉄放火事件（テグちかてつほうかじけん）は、2003年2月18日9時53分（現地時間）頃、大韓民国・大邱広域市で発生した地下鉄車両に対する放火事件である。乗客など192人が死亡し151人が負傷する大惨事となった。
この事件では、火災発生時における運行管理や防災管理、乗務員の対応や避難誘導などに大きな不手際があったことから甚大な人的被害を出すに至った。事件後に消火設備等が追加設置されるきっかけとなった。
また車両の一部に耐熱性ではない素材が使われていたことで火災の延焼を招いたことから、既存車両の不燃化対策が施された。
この事件は日本の鉄道にも影響を与え、消防法令の改正や鉄道事業者に対して施設や車両の防火管理が強化された。

## 概要
2003年2月18日午前9時53分頃（現地時間）、大邱広域市地下鉄公社（当時）1号線の中央路駅構内地下3階のホームに到着した第1079列車（1000系118編成）の車内で、後述の自殺志願者の男が飲料用ペットボトルの中からガソリンを振り撒いて放火し火災となった。
放火された車両は難燃材を用いて製造されており、貫通扉も設置されていたが、高熱で融解する材質も使われており、特に窓ガラスの支持等に使用されていたゴム材が溶けて部品が脱落し、火炎が編成全体に行き渡る結果となった。
火災発生時、地下鉄の指令センターは状況を正しく把握しておらず、また防災管理能力も欠如しており、更に事件前に火災警報器の誤作動が頻発していたことから、今回も誤作動と思い込んだため、すぐには運転中止措置を取らなかった。そのため、火災発生から3分後の9時56分、異常を知らされていなかった対向列車・第1080列車（1000系130編成）が中央路駅に入線した。中央路駅は相対式ホームであるため、炎上している編成に隣接して対向列車が停車する形となってしまった。しかも指令センターは状況把握の間運転抑止を行い、運転士に対して何も指示を出さなかった。その後、ようやく出発指令が出されたときには火災によって送電が停止し、避難を提案する1080列車運転士に対しても指令センターは再出発を指示するのみで避難は指示しなかった。この時既に駅構内の照明も落ちていたが、この送電異常にも指令センターはすぐに気付かなかった。
事故に気づいていたのは警察と消防署だった。脱出してきた乗客が携帯電話で消防署に通報し、駅近くにあった大邱中部消防署西門路派出所（現在の西門路119安全センター）からも駅から煙があがっているのが確認され、西門路派出所が指令センターに火災状況について知らせるという、事故を想定していないシステムであったことが露呈された。
火災は1080列車に延焼し、指令センターは火災から9分後の10時2分にやむを得ず1080列車運転士に避難指令を出した。運転士は即座に全てのドアを開けて乗客に避難するよう告げたものの、既に電気配線が焼けており、前2両のみの扉しか開放できなかったとされる。運転士は車内放送で乗客に避難を指示し、一度ドアを開放したまま助けを求める乗客と共に避難したが、もう一度電車を動かせるかどうか試みるため運転室に戻った。10時10分頃にはホームは停電しており、電車は辛うじて通電が可能なものの電圧計は0 - 1,500 Vを往復するような動きをしていたため、一度全ての電気を遮断し、もう一度通電し発車措置をとったが電車は動くことはなかった。運転士は携帯電話で指令センターに「人が死んでるのになんで何も対応してくれない」と抗議したが、指令センターは運転士に電車を動かすのに必要なマスコンキーを抜いて電気を遮断して避難するように指示を出し、運転士はマスコンキーを抜いて避難、これによって電車のドアが閉まった。対向列車の車両も出火元の車両と同一構造で、ドアには非常開放機構もあったが、その使用法が明確に表示されておらず、最終的に運転士が操作した前2両と、偶然乗り合わせていた地下鉄職員が手動で開放した4両目のみから脱出が可能で、残りの3両目・5両目・6両目の扉が開くことはなかった。さらに出火元の車両と異なり貫通扉がなかったため、延焼しやすかった。窓からの脱出も不可能であるため、閉じ込められた乗客の多くが脱出できないまま焼死した。また、放火された列車の運転士は駅員と共に救助活動を行ったが、火災の事実を22分間にわたって通報せず、これが対向列車を入線させた原因となったとされる。死傷者数は出火元の編成に乗っていた乗客よりも対向列車に乗っていた乗客のほうが圧倒的に多く、対向列車の入線を防ぐことができれば事故の規模は小さくなっていたとする意見もある。
最終的には死者192名、重軽傷者151名となった。そのうちの142名が第1080列車で死亡した。なお火元となった第1079列車では死者6名、負傷者12名であった。
本事件では駅に通風口が1箇所しかないという排煙の悪さや、非常口の分かりづらさ、誘導員の不在などが影響し、列車から脱出しても駅出口までに辿り着けずに一酸化炭素中毒死する犠牲者が少なくなかった。

### 犯人
放火の実行犯である金大漢（当時56歳）は犯行後、恐怖によりその場から逃亡したが、その直後に逮捕された。
2000年まではタクシー運転手・行商などを務めながら、一家の大黒柱として妻子を養っていた。しかし2001年に脳卒中による失語症とうつ病を発症し、緊急手術にも関わらず手足に後遺症が残り失業。病気によって自分の社会的地位を失ったことにより自殺願望を抱き、今回の事件に至った。
裁判で検察側は死刑を求刑したが、判決では心神耗弱が認められ、無期懲役に減刑され刑が確定した。その後は収監され服役していたが、2004年8月30日に持病だった脳卒中の後遺症で死亡したことが明らかにされた。

## 不祥事
大邱広域市地下鉄公社は事件の翌日に、安全対策をほとんど何も行わない状態のまま一部区間で運行を再開させ、「安全に対する意識が低すぎる」と非難を浴びた。さらには放火された列車と対向列車の運転士や駅員、指令員は上層部の指示で口裏を合わせるなど、組織ぐるみでの隠蔽を行った。しかも上層部は全てが明るみに出ると今度は2名の運転士と指令員に全ての罪を被せようとした。こういった公社の無責任体質が事故を招いたと批判された。現場となった中央路駅は2003年10月21日の全線運行再開後も営業を休止していたが、全面的な復旧改装工事を経て同年12月31日より営業を再開している。
実行犯以外にも、運転士2名と中央路駅駅員2名、指令センター職員3名、安全担当者1名の計8名が事故時の対応が不適切であったとして業務上重過失致死傷容疑で、地下鉄役員3名が無線の交信記録を改竄した証拠隠滅の罪で逮捕・起訴された。

## 影響

### 韓国
この事故以来、韓国の列車の内装材は順次不燃材への入れ替えが行われた。また、列車のドアコックの使い方が乗客に知られておらず、ほとんど使用されていなかった経緯から、その使用方法等について車内に明確に表示するようになり、また列車内や駅構内の液晶ディスプレイ等においても、その使い方を説明した映像等を、非常時の行動要領と共に放映するようになった。
韓国政府は韓国鉄道庁（現：韓国鉄道公社）やソウル特別市地下鉄公社（後のソウルメトロ、現：ソウル交通公社）をはじめとした都市鉄道の各事業者へ、2006年までに全在籍車輌の内装材交換を命令。これに伴い各社では車内から可燃性の内装材を撤去し、難燃素材や不燃素材などに交換している。特に可燃性の布や綿を多く使用していた通勤用車両の座席は、ソウルメトロやソウル特別市都市鉄道公社（現：ソウル交通公社）の車輌では不燃性のステンレス鋼座席、韓国鉄道庁の車輌では難燃性のモケット素材に交換され、事件後に新製された車輌では当初より不燃化対策がとられている。
また車輌内への消火器の追加設置、非常用ドアコックの表示の厳格化、地下鉄全駅への防護服や酸素ボンベなどの入った「救援物資保管庫」の設置なども実施された。
被災した1000系118編成・130編成は廃車となったが、うち3両は大邱市内に所在する「大邱市民安全テーマパーク」に保存されている。なお、廃車による代替新造は行われていない。

### 日本
この事件は日本でも現場からテレビによる生中継がなされるなどマスメディアにより大きく報道され、社会の強い関心を集めた。日本国内の地下鉄では防災管理の見直しと避難訓練が行われた。これを受け、その後も小規模ながら同種の地下鉄火災事故が発生していた韓国においては「事故後に日本では各種の対策を行っているのに、なぜ当事国の韓国はしないのか」などと、朝鮮日報などのマスメディアが地下鉄管理組合などを非難したことがあった。
日本国内における鉄道の火災対策基準は、過去に発生した火災事故を踏まえた防火基準が定められていたが、あくまで床下機器からの発火、マッチやライターによる放火を想定したものであり、ガソリンなどを使用した大火源火災は想定していなかった。このため、国土交通省は事件後に鉄道に関する技術上の基準を定める省令の解釈基準を変更し、地下鉄等旅客車（A-A基準車）を含む日本の鉄道車両の耐火性については一定程度以上を有すると考えられるものの、さらなる大火源火災に対応させることとして以下の措置を追加するよう指示した。
- 客室天井の使用材料に、火災発生時に溶融滴下（高温で溶け落ちる）のおそれのある樹脂などの使用を制限[5]
  - 従来からの燃焼試験内容に耐溶融滴下性の判定項目を追加、およびコーン型ヒーターによる燃焼試験を追加[7][5]
- 列車の防火区画化
  - 隣接車両からの延焼や煙の流入防止のため、連結車両の客車間に通常時に閉じる構造の貫通扉等を設置[5]
- 車内表示等の充実
  - 消火器の設置場所を乗客が見やすい位置に表示[5]
  - 線路に降りると感電の危険性がある第三軌条方式区間を走行する車両を除き、ドアコック位置を表示[5]
- ワンマン運転車両への設備充実（地下鉄等を走行する車両のみ）
  - 乗務員が不在となる最後部車両の非常口（貫通扉）から避難が可能なよう、前部乗務員室内に後部乗務員室と客室間の仕切扉の施錠を解放する機能（電磁鎖錠）の設置と、合わせて非常口（貫通扉）付近に当該扉の開放方法を表示[5]
  - 線路に降りると感電の危険性がある第三軌条方式区間を走行する車両（前述のドアコック位置を表示しない車両）では、客室から乗務員と連絡ができない場合に運転指令所などと連絡できる機能と運転指令所から車内放送が可能となる装置を設置[5]

これらの基準改正により、事件以降に製造・更新された車両では室内蛍光灯のアクリル製カバーが省略（京阪10000系の第4編成以降や近鉄シリーズ21の2005年度製造分以降など）またはガラス繊維など不燃性のものを使用する（JR西日本321系、JR西日本223系の2000番台4次車/2500番台2次車以降など）、車両貫通路への貫通路扉の設置（札幌市交通局8000形の2006年度以降の増備車など）など設計変更が行われている。JR東日本E331系は、貫通扉の設置義務化により「連結部に人を乗せられる連接車のメリットが失われた」ことを理由の一つとして、量産が見送られた。
東京地下鉄では05系13次車以降の新製車両において、内装材に火災が発生した場合塩素ガスやシアン化水素等の有毒ガスの発生源となる塩化ビニルやFRP等の合成樹脂系材料の使用を取りやめた。具体的には床敷物を塩化ビニル材からゴム材に、つり革のベルトを塩化ビニル材からナイロン繊維としたほか、天井の空調吹出し口をFRPから金属製（アルミニウム）に変更した。東京都交通局（都営地下鉄）においても、10-300形以降の新製車両において、同様の設計思想を取り入れている。
また、一部の駅においては、停車時に列車同士が隣り合う相対式ホームの線路間に壁やガラス製の間仕切りを設置する（名古屋市営地下鉄東山線などで実施）など、延焼対策が強化された。
さらに東京消防庁は火災予防条例を改正し、消防用設備および防火管理体制の規定を強化した。また、事件などを機にして特別消火中隊がつくられた。

### 中国
中国の地下鉄でも火災対策が行われ、北京地下鉄のSFM04型電車、DKZ16型電車、DKZ13型電車、DKZ6型電車、天津地下鉄のDKZ9型電車、広州地下鉄の04形電車なども不燃性のものを採用した。